# Famille Hadik-Barkóczy
La famille Hadik-Barkóczy (en hongrois : futaki, szalai és tavarnai Hadik-Barkóczy család) était une famille aristocratique hongroise issue de l'alliance des familles Barkóczy et Hadik.

## Origines
Ilona Barkóczy, fille unique du baron János Barkóczy (1807–1872), hérite de tous ses biens. Elle épouse le comte Béla Hadik, dont Endre Hadik (1862-1931). Ce dernier, avec permission royale, est autorisé en 1887 à ajouter à son nom celui de sa défunte mère, et à porter dorénavant le nom de comte Endre Hadik-Barkóczy (en) de Futak et Szala. Membre de la Chambre des magnats, il reçut la dignité de conseiller privé du roi (1903). Il épousa la comtesse Klara Zichy dont Eleonóra et Endre le jeune Hadik-Barkóczy. Ce dernier immigra aux États-Unis et s'y maria mais il n'eut pas de descendants connus.

## Liens, sources
- Révai nagy lexikona (Vol. IX, GRÉC-HEROLD)
- Béla Kempelen: Magyar nemes családok (Vol. IV)